# 児玉仲児

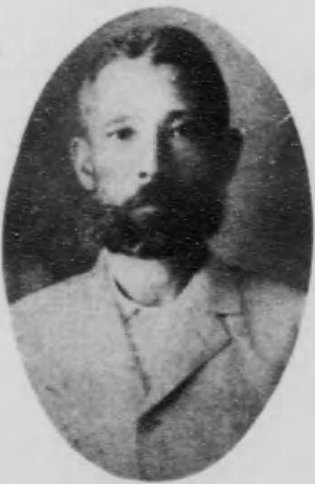
児玉仲児

児玉 仲児（こだま ちゅうじ、嘉永2年11月14日（1849年12月28日） - 明治42年（1909年）1月24日）は、和歌山県の民権家、官吏、衆議院議員（3期）、大日本水産会名誉会員。

## 経歴
紀伊国那賀郡中山村（粉河村、粉河町を経て現紀の川市）生まれ。同窓に濱口梧陵、陸奥宗光など。
はじめ、森田節斎について漢学を学び、京阪の鴻儒について文学を修める。明治6年（1873年）に慶應義塾に入学し、卒業後に大蔵省記録局（13等）に出仕。のちに辞して自由民権運動に参加。明治9年（1876年）の地租改正について、和歌山県令・神山郡廉に提出した建白書を発端にして、「粉河騒動」の端緒となる。
明治10年（1877年）陸奥宗光の協力により、粉河に風猛学校を設立し、翌年に自由民権の結社・実学社、木国同友会を率いる。豪農層の指導者的な存在となっていき、明治12年（1879年）の第1回和歌山県会議員選挙に当選以来、那賀郡長、県会議長を歴任。明治19年（1886年）に『和歌山日々新聞』を創刊し主宰。その他、紀州徳川家の援助を得て紀和鉄道の鉄道敷設に尽力しのち監査役。
第1回衆議院議員総選挙に和歌山県第2区から出馬し初代衆議院議員に当選し、次の第2回総選挙で再選。1900年12月、和歌山県第1区選出の浜口吉右衛門の辞職に伴う補欠選挙で当選し、衆議院議員を通算三期務めた。自由党を経て立憲政友会に所属し、紀伊好友会幹事長となる。ほか、大日本水産会名誉会員などを歴任した。

## 親族
原敬の秘書官・衆議院議員を務めた児玉亮太郎は長男。